# ادبیات پرو
در تاریخ ادبیات پرو، سنت شفاهی مردم بومی و منابع فنی نگارش (همراه با اسپانیایی‌ها) یکدیگر را تحت پوشش قرار می‌دهند. از ابتدا، این امر میسر بود که واقعیات متفاوت و پیچیده فرهنگی را گردآوری و بیان نمود که فوراً پس از فتح وارد یک درگیری و برخورد می‌شدند.
ادبیات کوئچوا و زبان آیمارا به روش شفاهی انتقال یافته‌است. این ادبیات با رسوم مذهبی، کشاورزی، صمیمانه، جشن یا تدفین رابطه نزدیک دارد. این ویژگیها به اشکال خاصی از شعر یا نثر تبدیل می‌شود، چرا که آن در اولین سرگذشت‌های تاریخی از اینکا گارسیلاسو دلاوگا (شرح وقایع) یا فلیپه گوآمان د آیالا (سرگذشت جدید حکومت خوب) و در تمایز بین یاراوی| یاراوی‌ها و شعر وطنخواهانه و رمانتیک قابل مشاهده‌است. یکی از جالبترین نمادهای آن در اینجا ماریانو ملگار بوده‌است.
سپس، سلطه گری طبقه اقلیت حاکم کریول در جامعه پرو از کنارگذاشتن اشکال بومی به نفع انواع اروپایی آن بهره می‌جستند. بعدها سبک نئوکلاسیکها بپا خواستند همچون مانوئل آسنسیو وای سگورا و فلیپه پاردو وای آلیاگا. آنها خود را تقریباً تا اواخر قرن نوزدهم پابرجا نگه داشتند. در این زمان، جریان رمانتیک با بهره از آثار کارلس آگوستو سالاوری و خوزه آرنالدو مارکوئز و بین دیگران عرضه شد. بحران عمومی حاصل از جنگ پاسیفیک جای خود را به سبک مدرنیسم داد. بهترین نمادهای آن خوزه سانتوس چوکانو و خوزه ماریا اگورن بودند. پس از آنها، جریان آوانت- گاردیسم به شدت توسط مجلات منتشر شد: مجله کلوئیونیدا و مجله آمائوتا. مجله آمائوتا در سال ۱۹۲۶ توسط خوزه کارلوس ماریاتگو پایه‌گذاری شد. بین همکاران وی چزار والجو بود. ضمناً جریان بومی در شعر به مدد لوئیز فابیو گازمار دوباره متولد شد. نویسندگان پیشگام در طرح‌های مختلف شعرغنایی پراکنده شدند، افرادی همچون خاویر آبریل، آلبرتو هیدالگو، سباستین سالازار بوندی، کارلوس گرمیان بلی، و سایرین. آنها حوزه‌های جدید و متضاد بیانی را می‌گشودند.
در قرن نوزدهم، نثر در پرو از جریان ستنگرایانه: مانوئل آسنسیو سگورا و ریکاردو پالما، به ادبیات جریان مدرنیسم: مانوئل گنزالس پرادا و خوزه سانتوس چوکانو جابجا شد. در قرن ۲۰ ام| قرن بیستم، نثر بومی به لحظات شکوفائی خود با (آثار) سیرو آلجریا و خوزه ماریا آگوداس، سباستین سالازار بوندی، مانوئل اسکروزا و خولیو رمین ریبردو رسید. بدون ترک رویکرد واقعیتگرایانه، ماریو وارگاس لیوزا به آن رسید. برخی از مشهورترین نامهای (عرصه) شعر عبارتند از امیلیو آدولفو وستفالن، خورخه ادواردو آیلسون، کارلوس ژرمن بلی، آنتونیو سیسنروس، واشینگتن دلگادو، مارکو مارتوس، و در ادبیات روایی: میگوئل گوتیرز، جورجیو مارتینز، آلونسو کوئتو، گولرمونانیو د گوسمین، بین دیگر افراد هستند.

## سنت شفاهی قبل از اسپانیایی
تولید هنری پیش از حکومت اسپانیایی، به ویژه هنری که در دوران امپراتوری اینکان تولید شده باشد، تا حد زیادی ناشناخته است. تصور می‌شود که ادبیات تولید شده در منطقه مرکزی آند در اکوادور امروزی، پرو، بولیوی و شیلی به صورت شفاهی به تنهایی منتقل شده‌است، هرچند تمدن‌های اینکا و آند این مسئله را به‌طور فزاینده‌ای زیر سؤال می‌برد.